# Erwin Krüger
Erwin F. Krüger (* 12. Mai 1909 in Berlin; † 17. Januar 1986 in Bad Soden am Taunus) war ein deutscher Politiker (SPD).
Erwin F. Krüger machte eine Lehre als Buchdrucker und Buchhändler. Er trat 1923 der Sozialistischen Arbeiter-Jugend (SAJ) bei, später auch der SPD. Er besuchte Fachschulen und ein Abendgymnasium. Von 1929 bis 1932 arbeitete er als Angestellter bei der Gemeinnützigen Wohnungsbau-AG. Im Zweiten Weltkrieg wurde Krüger 1939 in die Polizei eingezogen und arbeitete beim Berliner Polizeipräsidenten. 1944 wurde er in die Wehrmacht gezogen und geriet 1945 in Jugoslawien in die Kriegsgefangenschaft.
Nach dem Krieg kehrte Krüger 1946 nach Berlin zurück und wurde Angestellter beim Bezirksamt Reinickendorf. Bei der Berliner Wahl 1948 wurde er in die Bezirksverordnetenversammlung von Reinickendorf gewählt. Ab 1952 war er Vorsitzender der SPD Reinickendorf. Bei der Wahl 1954 wurde Krüger in das Abgeordnetenhaus von Berlin gewählt, dem er bis 1967 angehörte.